# دوغلاس وولف
دوغلاس وولف (بالإنجليزية: Douglas Woolf)‏ (23 مارس 1922 - 18 يناير 1992)؛ صحفي وروائي أمريكي.

## روابط خارجية
- دوغلاس وولف على موقع الموسوعة البريطانية (الإنجليزية)
- دوغلاس وولف على موقع إن إن دي بي (الإنجليزية)